# Viking Fotballklubb
Viking Fotballklubb, comumente conhecido como Viking ou Viking Stavanger internacionalmente, é um clube de futebol norueguês situado na cidade de Stavanger. O clube foi fundado em 1899 e é um dos clubes mais bem sucedidos do futebol norueguês, tendo vencido 8 títulos do Campeonato Norueguês de Futebol, sendo o mais recente em 1991, e 6 títulos da Copa da Noruega, sendo o mais recente em 2019. O clube jogou mais partidas de primeira divisão do que qualquer outro clube norueguês. Ele tem jogado na primeira divisão desde o estabelecimento da liga, com exceção das temporadas 1966-67, 1986-87 e 2018. Os mais notáveis sucessos em competições europeias incluem a eliminação do Chelsea na Copa da UEFA da temporada 2002-03, eliminação do Sporting CP pela Copa da UEFA de 1999-00, e a qualificação para a fase de grupos da Copa da UEFA de 2005-06.

## Títulos
- 8 Campeonato Norueguês de Futebol: 1958, 1972, 1973, 1974, 1975, 1979, 1982 e 1991;
- 6 Copa da Noruega: 1953, 1959, 1979, 1989, 2001 e 2019

## Elenco atual
Atualizado em 15 de abril de 2020.